# Théobald Dillon
Théobald Dillon (Dublín, Irlanda, 1745-cerca de Lille, Francia, 1792), conde de Dillon, fue un noble irlandés que sirvió en el ejército francés. Era nieto de Arthur Dillon (1670-1733), jacobita exiliado en Francia, sobrino del obispo Arthur Richard Dillon (1721-1805) y primo del general Arthur Dillon (1750-1794). Erróneamente se señala que eran hermanos, puesto que el general Arthur Dillon tenía un hermano también llamado Théobald.
Enrolado en el regimiento Dillon como cadete en 1761, llegando a teniente coronel en 1780 tras participar en la captura de Granada y en el sitio de Savannah (1779). En 1781 fue caballero de la Orden de San Luis, en 1785 miembro de la Sociedad de Cincinato y en 1786 obtuvo una pensión de 1.500 francos anuales. Es nombrado mariscal de campo en 1791, y enviado a Flandes en 1792 como general del Ejército del Norte bajo las órdenes de Rochambeau.
El 29 de abril de 1792 ordena a sus tropas retirarse ante las fuerzas austriacas en el campo de batalla de Marquain, cerca de Tournai, (la primera de las Guerras Revolucionarias Francesas), lo que provoca pánico y una desbandada sobre Lille. Sus tropas le acusaron de haberles traicionado y haber conspirado para provocar su propia derrota, y le mataron linchándole en Lille.

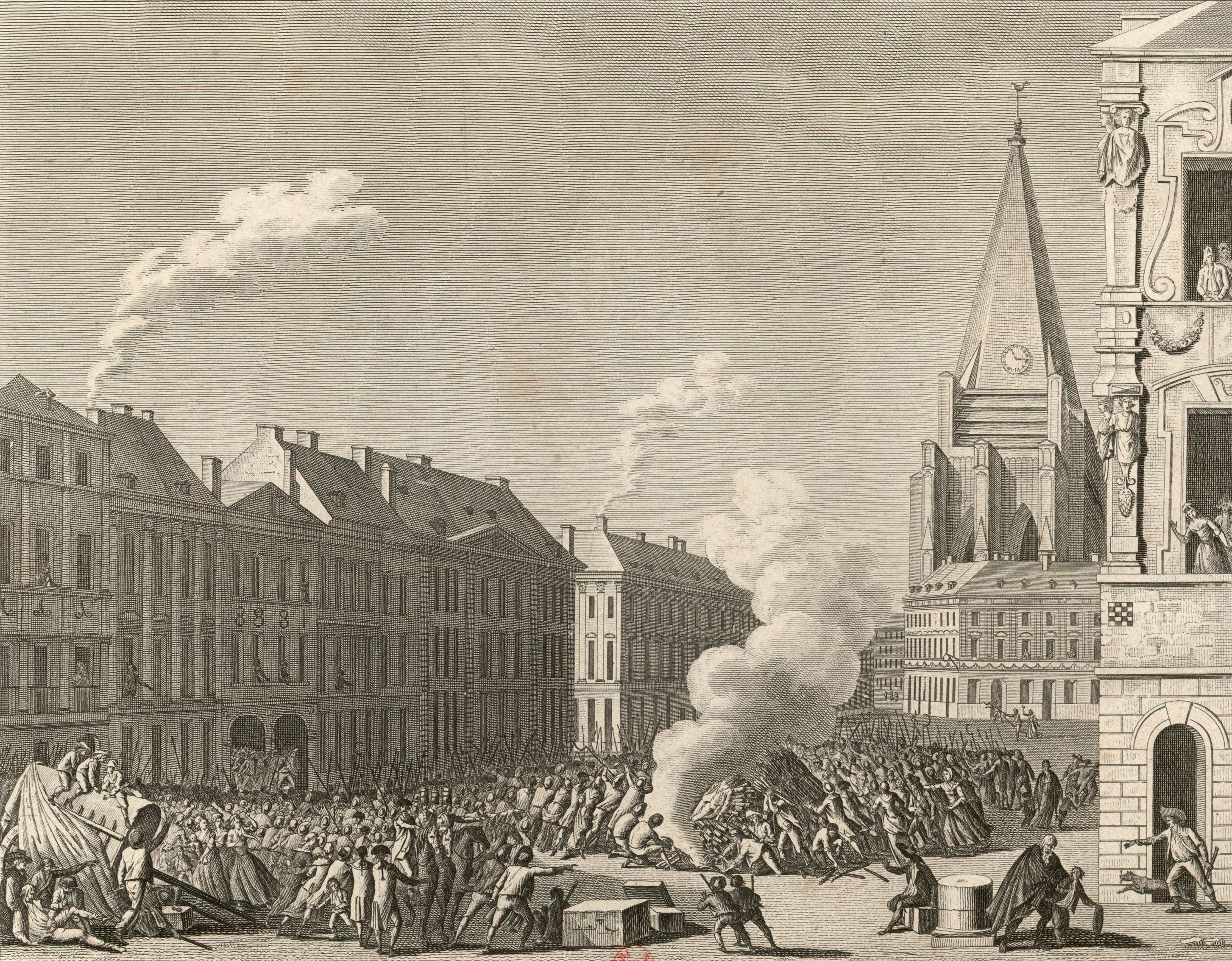
Linchamiento de Dillon en Lille el 19 de abril de 1792 (reimpresión de un grabado de 1793 de Berthault)

En junio del mismo año, a fin de «reparar el ultraje» sufrido por Dillon y «honrar su memoria», la Asamblea Nacional francesa aprobó con urgencia conceder una pensión de 800 libras anuales a cada uno de sus hijos hasta su mayoría de edad, y una pensión vitalicia de 1.200 libras a su viuda, Joséphine Viesville.